# Reiner Kontressowitz
Reiner Kontressowitz (* 25. Juni 1942 in Roßlau) ist ein deutscher Musikwissenschaftler und Lyriker.

## Leben
Nach dem Abitur an der Erweiterten Oberschule (EOS) in Roßlau im Jahr 1961 studierte Kontressowitz 1961 bis 1963 am Konservatorium in Halle und 1963 bis 1967 an der Hochschule für Musik und Theater „Felix Mendelssohn Bartholdy“ Leipzig Horn, Schlagzeug, Theorie und Komposition. Von 1967 bis 1969 war er Orchestermusiker in Zeitz und im Händelfestspielorchester Halle. Das Studium der Musikwissenschaft an der Martin-Luther-Universität Halle von 1971 bis 1975 schloss er mit der Diplomarbeit: Zur Konzertform bei Tomaso Albinoni ab.
Von 1969 bis 1981 war er als Redakteur, dann Verantwortlicher Lektor für zeitgenössische Musik und Leiter der Konzert- und Bühnenabteilung des Verlages Edition Peters in Leipzig tätig und von 1981 bis 1991 als Lektor für zeitgenössische Musik im Deutschen Verlag für Musik Breitkopf & Härtel in Leipzig; dort war er verantwortlich für Programmkonzipierung und Organisation von verlagseigenen und Fremdveranstaltungen: so die Verlags-Veranstaltungsreihen Studio DVfM, Werkstatt DVfM, Seminar DVfM und den Arbeitskreis Junge Komponisten sowie Verlagskonzerte 1982 und 1985 als Begegnung im Gewandhaus (big); 1985 im Landestheater Halle, 1985 im Kammermusiksaal des Konservatoriums Cottbus; 1987 im Kammermusiksaal des Bosehauses; 1990 in Alte Börse Leipzig.
Kontressowitz war Mitglied im Komponistenverband der DDR. Er war 1990 Mitbegründer des Forums Zeitgenössischer Musik Leipzig. Ab 1991 war er Lektor für Öffentlichkeitsarbeit und von 1999 bis 2006 Lektor für Praktische Musik (KlA Bühnenwerke) im Bärenreiter-Verlag Kassel.
Er lebt seit 1978 in Leipzig.

## Veröffentlichungen
- Einführungsvorträge zur Neuen Schubert-Ausgabe bei Meisterkursen in Bad Bertrich, Graz, Lichtenberg, Lübeck, Essen, Dresden, Leipzig, Weikersheim, Rostock, Esslingen, Moers, Marburg, in der Schweiz (Luzern u. a.) und in Tschechien (Prag)
- Einführungsvorträge zur Neuen Mozart-Ausgabe sowie zu den Gesamtausgaben des Bärenreiter-Verlages
- Rundfunksendungen über zeitgenössische schwedische Musik und eine Porträtsendung über den Komponisten Claus-Steffen Mahnkopf im MDR Leipzig

Artikel in Zeitschriften und Tageszeitungen
- Neue Formen als Mittler zeitgenössischer Musik, in: LVZ, 18. November 1982
- Concerto con molti compositori contemporanei, in: Bulletin des Musikrates der DDR, Berlin 2/1983
- Reinhard Pfundt – Jahrgang 1951, Komponistenporträt, in: Musik und Gesellschaft 11/1984
- Victor Bruns, in: INFORM, Deutscher Verlag für Musik, Leipzig 1989
- Zeitgenössische Musik für Soloinstrumente, eine Editionsreihe des Deutschen Verlages für Musik Leipzig, in: Bulletin des Musikrates der DDR, Berlin 1/1990; u. a.

Buchveröffentlichungen
- Spiel-Horizonte mit Burkhard Glaetzner über die Gruppe Neue Musik Hanns Eisler 1990
- Fünf Annäherungen zu den Solokonzerten von Friedrich Goldmann, Verlag Klaus-Jürgen Kamprad, 2014
- Annäherungen II. Zur Biographie und zu den Sinfonien von Friedrich Goldmann, Verlag Klaus-Jürgen Kamprad, 2020
- Friedrich Goldmann - Der Weg zur »5. Sinfonie«, von Bockel Verlag, 2021

Lyrik
- lippen über den wolken und an den schweren füßen ketten mit Graphiken des tschechischen Malers Jan Halla, Verlag Jürgen Ritschel, 2009
- erinnerungen – weinend sich betäuben mit Bildern von Gert Pötzschig, Verlag Jürgen Ritschel, 2011
- wolkenkuckuckshain mit Bildern der Malerin Sabrina Quintero, Verlag Jürgen Ritschel, 2015

Musikeditionen (Herausgeber)
Tommaso Albinoni: Concerti, Verlag Klaus-Jürgen Kamprad, Altenburg
- Opus II / Opera Seconda: VI Concerti a cinque con due violini, alto viola, tenore viola, violoncello e basso continuo (2021), Partitur ISBN 978-3-95755-632-5, Stimmen ISMN 979-0-50258-137-4
- Opus V / Opera Quinta: XII Concerti a cinque con due/tre violini, alto viola, tenore viola, violoncello e basso continuo (2020)
  - Band 1: Concerti 1–6, Partitur ISBN 978-3-95755-633-2, Stimmen ISMN 979-0-50258-144-2
  - Band 2: Concerti 7–12, Partitur ISBN 978-3-95755-634-9, Stimmen ISMN 979-0-50258-151-0
- Opus VII / Opera Settima: XII Concerti a cinque con violini, oboi, violetta, violoncello e basso continuo (2020)
  - Band 1: Concerti 1–6, Partitur ISBN 978-3-95755-635-6, Stimmen ISMN 979-0-50258-158-9
  - Band 2: Concerti 7–12, Partitur ISBN 978-3-95755-636-3, Stimmen ISMN 979-0-50258-165-7
- Opus IX / Opera Nona: XII Concerti a cinque con violini, oboi, violetta, violoncello e basso continuo (2018)
  - Band 1: Concerti 1–6, Partitur ISBN 978-3-95755-637-0, Stimmen ISMN 979-0-50258-172-5
  - Band 2: Concerti 7–12, Partitur ISBN 978-3-95755-638-7, Stimmen ISMN 979-0-50258-179-4
- Opus X / Opera Decima: XII Concerti a cinque con violini, violetta, violoncello e basso continuo (2018)
  - Band 1: Concerti 1–6, Partitur ISBN 978-3-95755-639-4, Stimmen ISMN 979-0-50258-186-2
  - Band 2: Concerti 7–12, Partitur ISBN 978-3-95755-640-0, Stimmen ISMN 979-0-50258-193-0

Jedes Concerto erscheint zudem als Partitur-Einzelausgabe, ebenso sind Einzelstimmen-Ausgaben erhältlich.